# Thunder Lake Trail
Le Thunder Lake Trail est un sentier de randonnée américain dans le comté de Boulder, au Colorado. Il est situé au sein du parc national de Rocky Mountain, où il dessert le lac Thunder. Le réseau qu'il forme avec le Bluebird Lake Trail est inscrit au Registre national des lieux historiques depuis le 29 janvier 2008.